# Tal Sondak

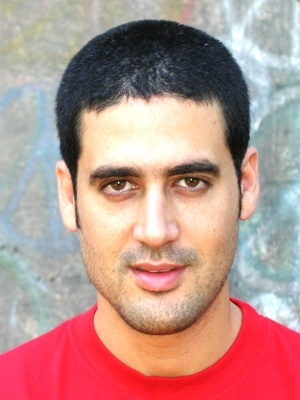
Tal Sondak (2011)

Tal Sondak (hebräisch טל סונדק; * 23. Juli 1976) ist ein israelischer Sänger.

## Leben und Wirken
Schon als Zehnjähriger sang er in einem Jugendchor. Er erlernte das Klavierspielen und nahm an Musikwettbewerben teil. Für jüdische Gemeinden hatte er auch Auftritte im Ausland und war im israelischen Fernsehen zu sehen.
Als Sieger der Vorentscheidung durfte er beim Eurovision Song Contest 2001 in Kopenhagen für Israel antreten. Mit dem Popsong En Davar gelangte er auf Platz 16.

## Diskografie

### Alben
- 2005: עף אלייך

### EPs
- 2016: Shar Gabor Ardash
- 2020: שירתם

### Singles (Auswahl)
- 2001: ’En davar
- 2022: טל על פרחי הזמן (mit Yitzhak Klepter)